# نواة الشمس

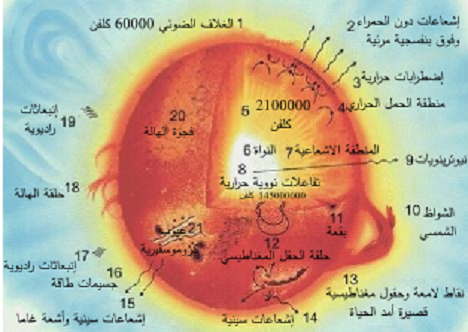
مقطع عرضي للشمس

طبقات الشمس:
1. قلب الشمس (14 مليون كلفن)
2. منطقة إشعاعية (2 مليون كلفن)
3. منطقة حمل حراري
4. غلاف ضوئي (5800 كلفن)
5. غلاف لوني (ضوء وأشعة سينية وأطياف أخرى)
6. الهالة
7. بقع شمسية
8. سطح حبيبي هائج
9. انفجار شمسي

تمتد نواة الشمس من مركز الشمس إلى 20-25% من نصف قطر الشمس. وتزيد كثافتها عن 150 غ/سم3  (حوالي 150 ضعف من كثافة الماء). تصل درجة الحرارة ضمن النواة إلى 15.7 مليون كلفن، في حين أن درجة حرارة سطح الشمس تصل إلى 5,800 كلفن. وفق تحليل المسبار سوهو فإن نواة الشمس تدور بسرعة أكبر من سرعة دوران المنطقة الإشعاعية. تنتج الطاقة الشمسية خلال معظم حياة الشمس من خلال الاندماج النووي من خلال سلسلة من المراحل تدعى بسلسلة تفاعل بروتون-بروتون، ومن خلال هذه العملية يتحول الهيدروجين إلى هيليوم. بينما ينتج عن طريق دورة كنو فقط 0.8% من طاقة الشمس.
تعتبر نواة الشمس الطبقة التي تنتج معظم الطاقة الحرارية للشمس من خلال الاندماج النووي، فمن خلال الـ 24 % من نصف القطر الشمسي يتم إنتاج 99% من الطاقة. وتتوقف عملية الاندماج النووي ما بعد 30% من نصف القطر الشمسي، في حين أن بقية النجم يتم تسخينه عن طريق الانتقال الحراري. وهكذا فإن الطاقة المنتجة من النواة تنتقل منها خلال عدة طبقات لتصل إلى الفوتوسفير لتنتقل من ثمة إلى الفضاء على شكل أشعة ضوئية وطاقة حركية للجسيمات.
تحدث سلسلة البروتون - بروتون ضمن نواة الشمس كل 9.2*1037 مرة في الثانية الواحدة. بما أن هذا التفاعل يستخدم أربع بروتونات حرة (نوى الهيدروجين) فإنه يحول 3.7*1038 بروتون إلى جسيم ألفا (نوى هيليوم) خلال الثانية الواحدة أي ما يعادل حوالي 6.2 *1011 كيلوغرام في الثانية. ونظراً لأن اندماج الهيدروجين وتحوله إلى هيليوم يحرر حوالي 0.7% من الكتلة المنصهرة إلى طاقة، فيبلغ مجمل الكتلة المتحولة إلى طاقة حوالي 4.26 مليون طن/الثانية أو الطاقة الناتجة عن تحول هذه الكتلة تساوي 384.6 *1026 واط وهو ما يعادل الطاقة الناتجة عن انفجار 9.192*1010 كيلو غرام من التي إن تي في الثانية الواحدة. وتتحول المادة إلى طاقة وتشع كطاقة إشعاعية طبقا لقانون تكافؤ المادة والطاقة الذي صاغه أينشتاين في النظرية النسبية.

## التوازن
يعتمد معدل الاندماج النووي بشكل أساسي على الكثافة، وبالتالي فإن معدل الاندماج في قلب توازن يقوم بالتصحيح الذاتي: زيادة معدل الاندماج قليلاً تتسبب في زيادة درجة حرارة النواة وبالتالي توسعها قليلاً على حساب كتلة الطبقات الخارجية، لينتج عنه تخفيض في معدل الاندماج وتصحيح الاضطراب، والعكس صحيح فإن انخفاض معدل الاندماج النووي يؤدي إلى انخفاض درجة حرارة النواة وتقلصها لينتج عنه زيادة في معدل الاندماج والعودة مرة أخرى إلى التوازن.